# 在一起的日子
《在一起的日子》（英語：Together for Days）是一部1972年美國黑人剝削獨立電影，講述了一名非裔美國男子和一名白人女子之間的關係，以及他們在佐治亞州亞特蘭大的朋友和家人的反應。電影由麥可·舒茲執導，克里夫頓·戴維斯和露易絲·吉莉斯主演，也是山繆·傑克森的電影處女作。《在一起的日子》1972年11月30日在紐約市首映，1973年在美國正式上映。
2010年5月6日，傑克森出現在《今夜秀》節目中，並告訴杰·雷诺沒有找到這部電影的副本。傑克森表示，該片後來改名為《黑奶油》（Black Cream）重新發行。

## 演員
- 克里夫頓·戴維斯飾演葛斯
- 露易絲·吉莉斯飾演雪萊
- 山繆·傑克森飾演史丹
- 班·瓊斯飾演道格拉斯

## 外部連結
- 互联网电影数据库（IMDb）上《在一起的日子》的资料（英文）
- TCM电影资料库上《在一起的日子》的资料（英文）